# Bergsbin
Bergsbin (Panurginus) är ett släkte av bin. Bergsbin ingår i familjen grävbin.

## Beskrivning
Bergsbin är övervägande svarta med mycket gles, ljus hårväxt. Hanen har dock clypeus och delar av benen gula. Honan har hårfransar längs bakkanterna på tergit 5 och 6. De ingående arterna är små, med en kroppslängd på 5 till 8 mm.

## Utbredning
Släktet är vitt spritt, med ett utbredningsområde som sträcker sig från Europa österut till Japan över Sibirien, Kazakstan, Mongoliet och norra Kina, söderut till Nordafrika och Kanarieöarna, samt i Nordamerika från Alaska till Mexiko. I hela världen finns omkring 50 arter och i Europa 12. I Sverige och Finland finns bara en art, hallonbiet (Panurginus romani).

## Ekologi
Habitatet består av skog, bergsterräng och ängar ovan trädgränsen. Födomässigt är de arter som lever på lägre höjder oligolektiska, de är specialiserade rörande de blommande växter de besöker, medan höghöjdsarterna är mera polylektiska, de besöker blommande växter från många familjer.
Arterna är i regel solitära, honorna står själva för sin avkommas uppfödning. Vissa arter har emellertid ett primitivt socialt uppträdande, där upp till 5 honor kan använda samma larvbo. Dessa anläggs i sandjord och grus med ingen eller begränsad vegetation och består av en lodrät huvudgång, med vinkelräta, korta sidogångar som avslutas med larvceller.

## Dottertaxa till bergsbin, i alfabetisk ordning[1][2]
- Panurginus albopilosus
- Panurginus alpinus
- Panurginus alticolus
- Panurginus annulatus
- Panurginus armaticeps
- Panurginus atramontensis
- Panurginus atriceps
- Panurginus barletae
- Panurginus beardsleyi
- Panurginus bilobatus
- Panurginus brullei
- Panurginus ceanothi
- Panurginus clarus
- Panurginus corpanus
- Panurginus crawfordi
- Panurginus cressoniellus
- Panurginus emarginatus
- Panurginus flavipes
- Panurginus flavotarsus
- Panurginus gabrielis
- Panurginus gracilis
- Panurginus herzi
- Panurginus ineptus
- Panurginus labiatus
- Panurginus lactipennis
- Panurginus maritimus
- Panurginus melanocephalus
- Panurginus minutulus
- Panurginus montanus
- Panurginus morawitzii
- Panurginus niger
- Panurginus nigrellus
- Panurginus nigrihirtus
- Panurginus nigripes
- Panurginus occidentalis
- Panurginus picipes
- Panurginus polytrichus
- Panurginus ponticus
- Panurginus potentillae
- Hallonbi (Panurginus romani)
- Panurginus schwarzi
- Panurginus semiopacus
- Panurginus sericatus
- Panurginus tunensis
- Panurginus turcomanicus
- Panurginus tyrolensis

## Bildgalleri

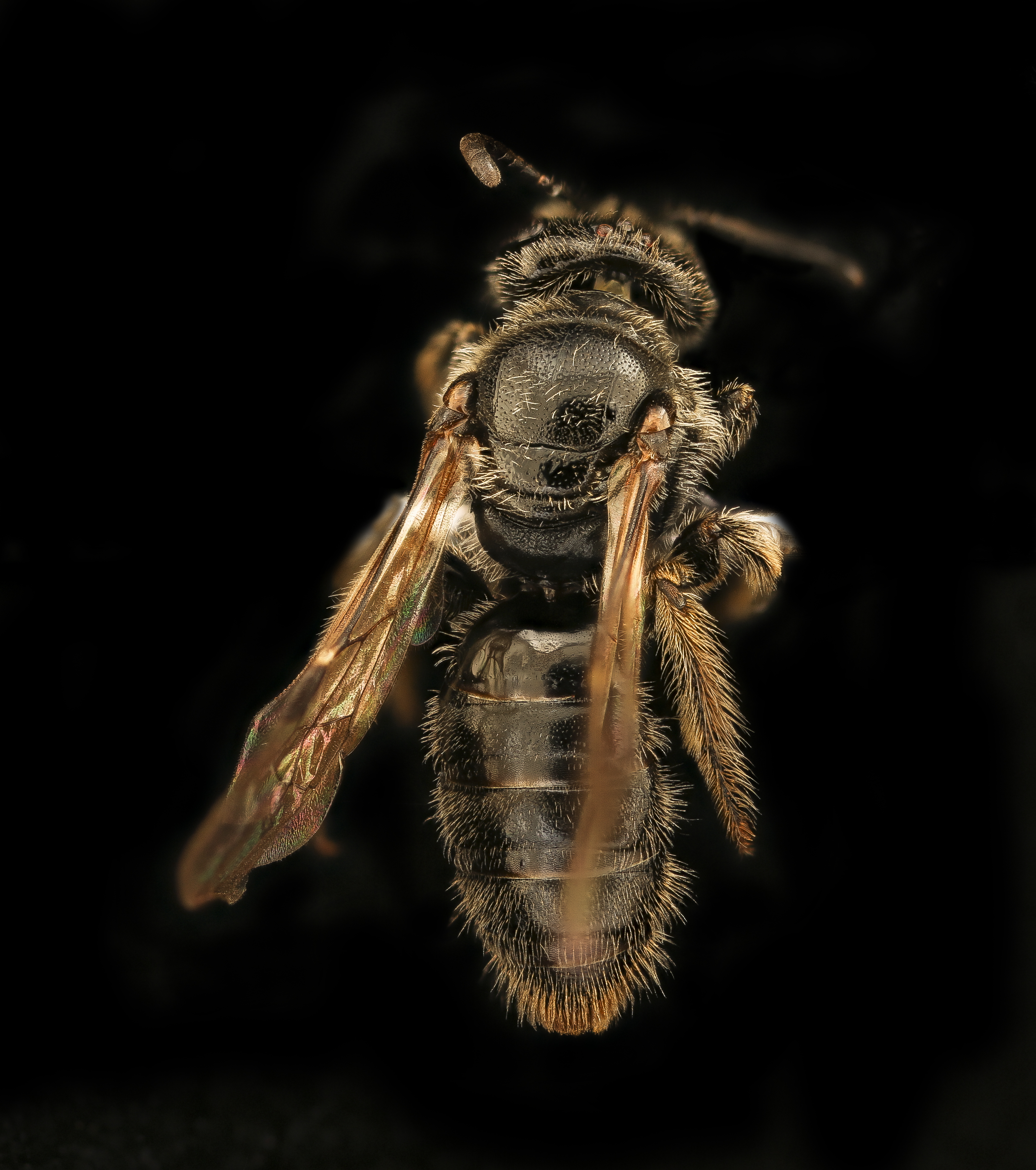
Panurginus atramontensis, hona.
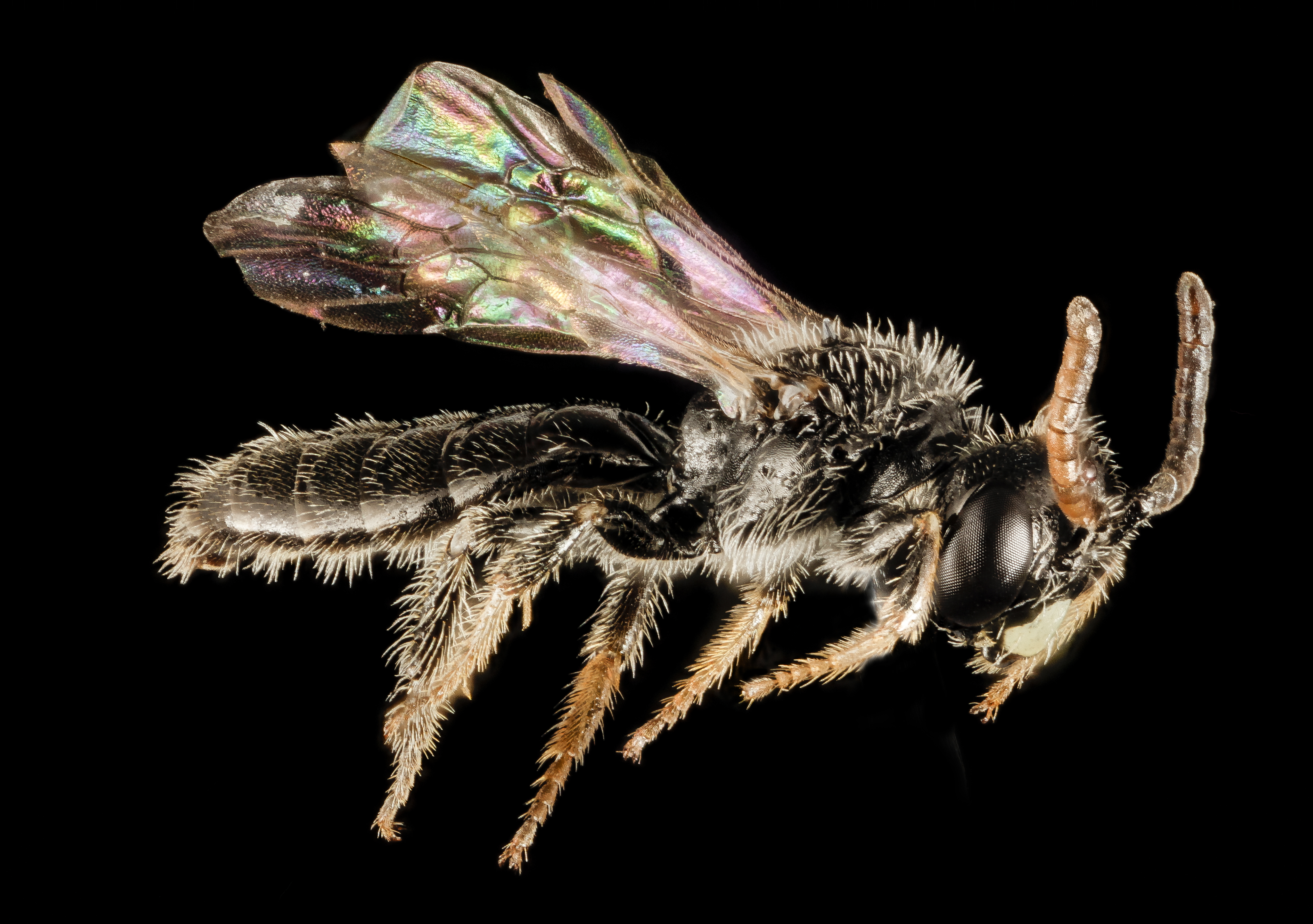
Panurginus potentilla, hane.
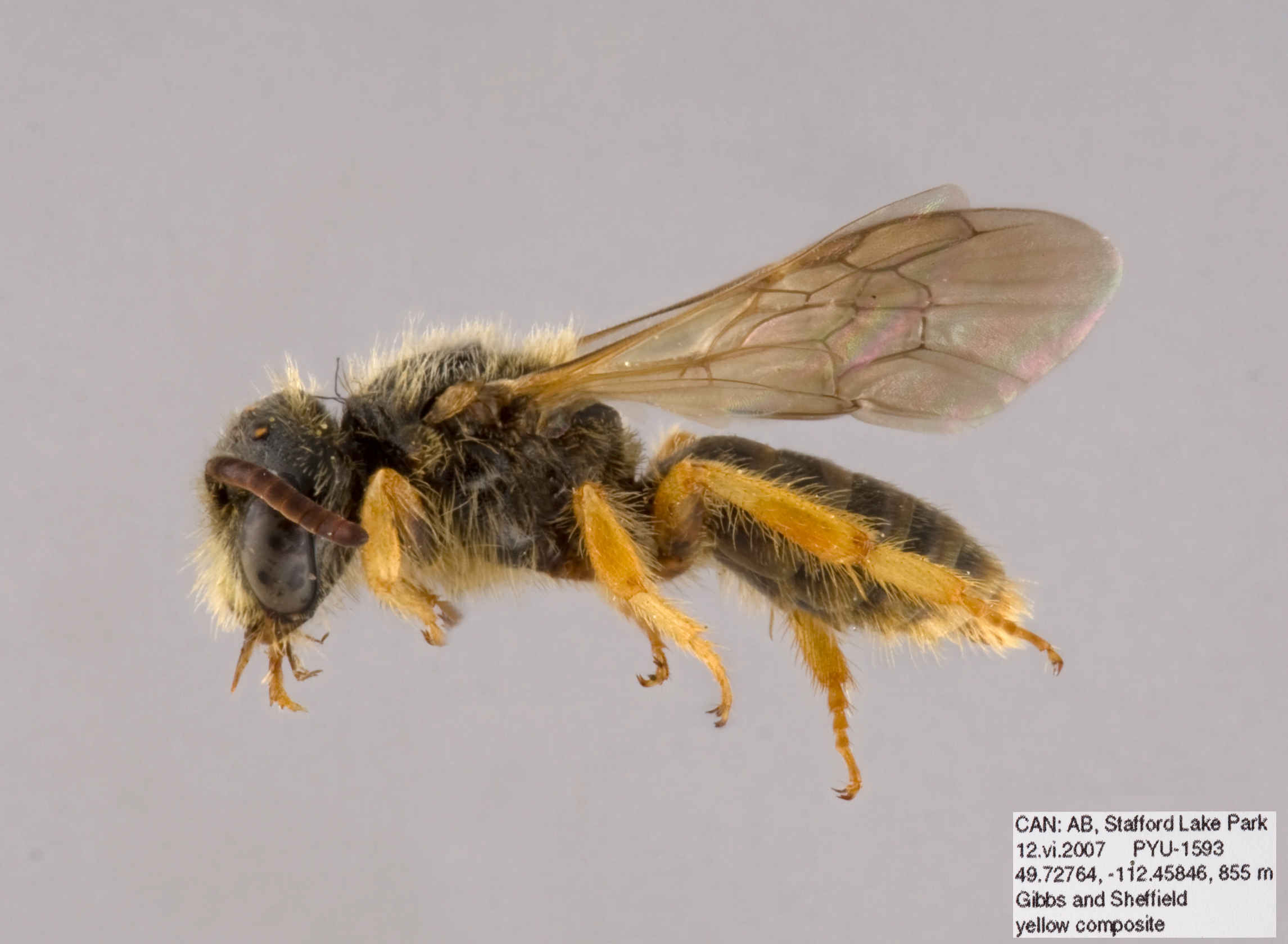
Panurginus beardsleyi, hane.
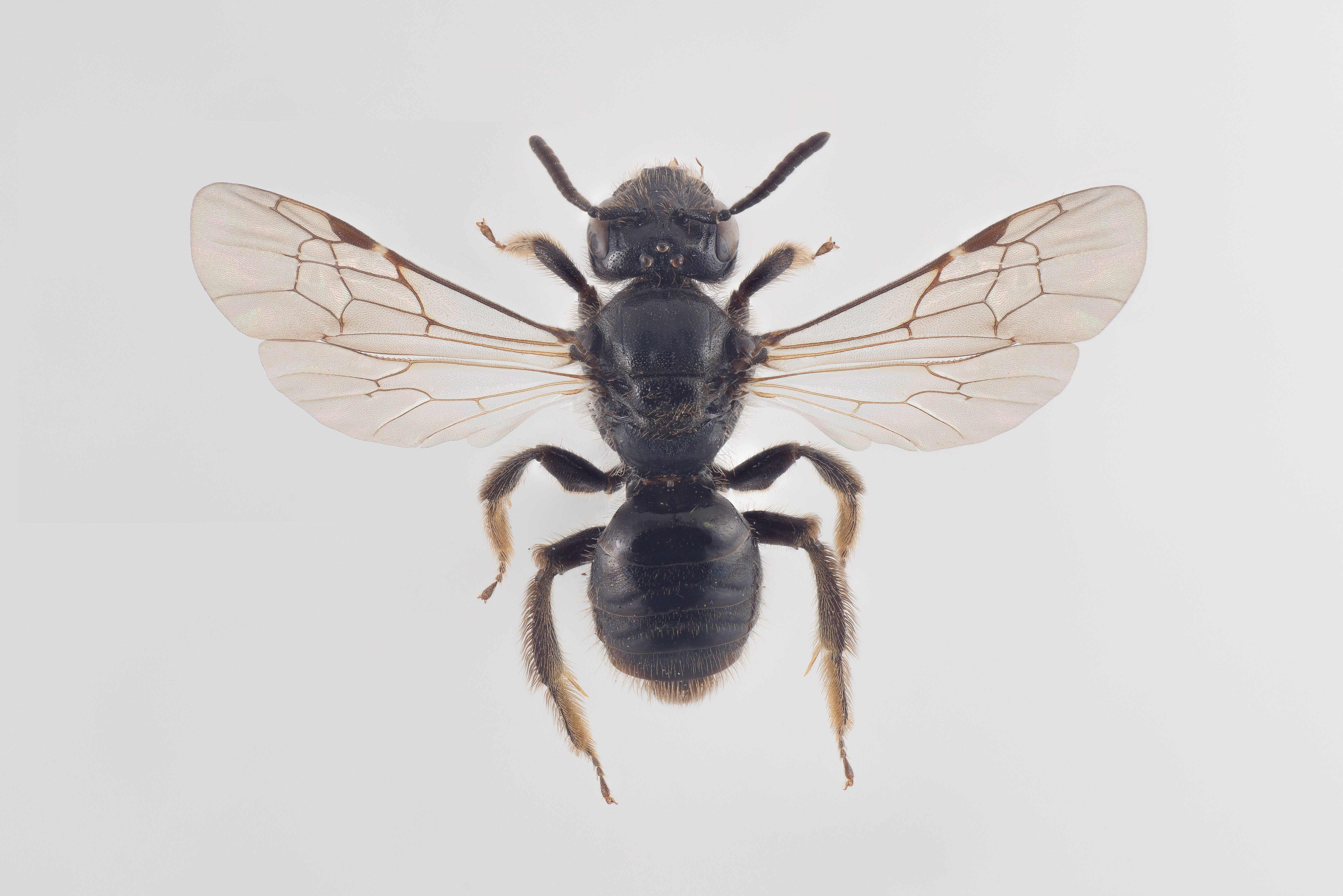
Hallonbi (Panurginus romani), hona.